# Lac de Mauléon-Barousse
Le lac de Mauléon-Barousse est un lac français situé sur la commune de Mauléon-Barousse dans le département des Hautes-Pyrénées, en région Occitanie.

## Géographie

### Situation
Le lac de Mauléon-Barousse est une retenue collinaire d'une surface de 0.6 hectares.

## Activités touristiques
Le site dispose de deux terrains de tennis en bitume,.

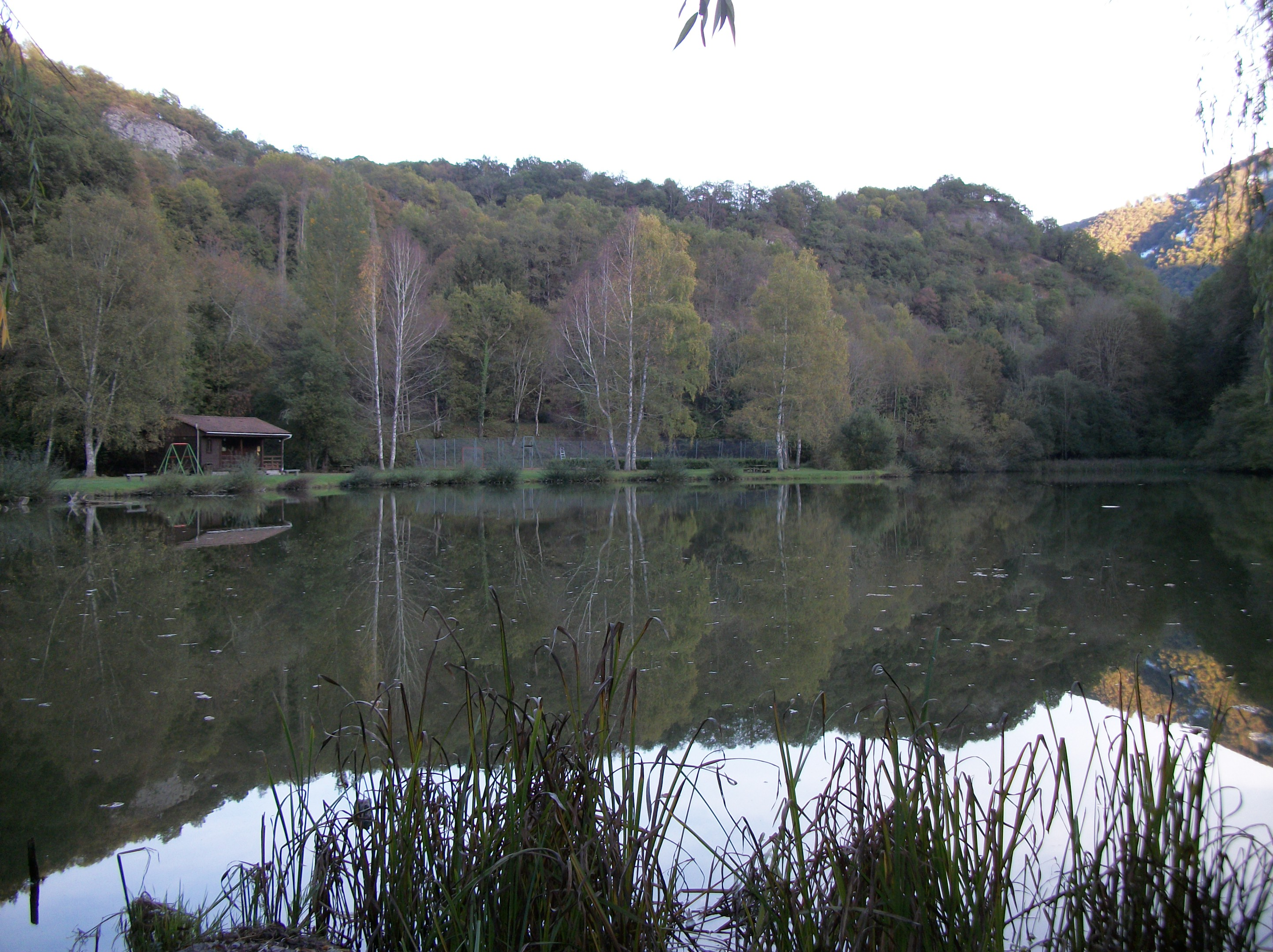
Lac de Mauléon-Barousse avec en arrière plan le chalet et un terrain de tennis

## Pêche
Ce plan d'eau est classé en 1ère catégorie.